# 福岡県立鞍手高等学校鞍手町立豊翔館
福岡県立鞍手高等学校鞍手町立豊翔館（ふくおかけんりつ くらてこうとうがっこう くらてちょうりつ ほうしょうかん）は、福岡県鞍手郡鞍手町大字木月にかつて存在した定時制公立高等学校（昼間定時制高校）。

## 概要
設立当初は福岡県立百合野高等学校（現存せず）の分校として設立、その後福岡県立鞍手高等学校に移管され、閉校となるまで同校の分校であった。本校は直方市にあり、「鞍手高校」の「鞍手」は直方市が市制施行前に所属していた郡「鞍手郡」に由来するが、かつての校名であった鞍手分校の「鞍手」は当校の所在地「鞍手町」に由来する。

定時制高校であるが、1958年より夜間部を設置せず昼間部のみ設けられていた。二部制となっており、4年次の履修科目を3年次までに修得することで3年間での卒業が可能となっていた。

2019年度より生徒募集を停止、2022年3月、最後の普通科2名、生活情報科6名の計8名の生徒の卒業をもって閉校となった。

## 設置学科
定時制課程
- 普通科
- 生活情報科（家庭に関する学科）

## 沿革

### 年表
- 1950年（昭和25年） - 旧県立百合野高等学校（廃校）の定時制分教場として開校[1]。
- 1956年（昭和31年）- 鞍手高校の定時制課程に移管。
- 1958年（昭和33年） - 昼間定時制課程のみとなる[1]。
- 1969年（昭和44年） - 歴代最多となる109人が卒業[1]。
- 2011年（平成23年）- 豊翔館に改称。
- 2022年（令和4年）3月 - 閉校[1]

## 通学区域
- 福岡県全域[4]

## 教育方針

### 校訓
創造 友愛 自立

## 制服
- 閉校まで制服が導入されていた。

## 通学手段など
- 最寄りバス停留所: 西鉄バス筑豊浪内バス停